# Dead Man's Shoes
Pour plus de détails, voir Fiche technique et Distribution.
Dead Man's Shoes (titre français : Vengeance à l'Irlandaise) est un thriller dramatique britannique réalisé et écrit par Shane Meadows, sorti en 2004 au Royaume-Uni. Le film a par ailleurs été projeté à divers festivals internationaux, tels que le Festival du film britannique de Dinard ou le Festival international du film de Toronto, dans lesquels il a reçu plusieurs prix. Il met en scène le retour d'un soldat après son service militaire qui va tout faire pour venger son frère maltraité durant son absence par quelques brutes locales.
Tourné dans le Derbyshire, à Matlock, Dead Man's Shoes est la sixième réalisation de Shane Meadows, après Small Time (1996), Where's the Money, Ronnie ? (1996), Twenty Four Seven (1997), A Room for Romeo Brass (1999) et Once Upon a Time in the Midlands (2002). Dead Man's Shoes, à l'instar de ses trois précédents films, a bénéficié de projections dans plusieurs festivals dans lesquels il a été récompensé. Aussi, malgré cette reconnaissance internationale, la réception critique et publique demeure plus nuancée.

## Synopsis
Richard quitte sa ville natale dans les Midlands pour rejoindre l'armée. Anthony, son frère ayant un léger handicap mental, se met alors a fréquenter une bande locale de petit trafiquants de drogue : Sonny le chef, Herbie, Soz, Big Al, Tuff, John et Mark. Bien que faisant partie de la bande, il en devient le souffre-douleur : violence physique, consommation forcée de drogue, intimidation… Jusqu'au jour ou la bande lui fait consommer énormément d'acide, le traîne dans une ruine et provoque volontairement un bad trip très violent avant de l'abandonner.
Richard revient dans son village natal. Il se met en tête de venger son frère. Il commence à terroriser les membres de plusieurs manières : il fixe du regard un des membres puis l'insulte violemment, il apparait avec un masque à gaz, vole une grande quantité de drogue, pénètre dans une maison et maquille vulgairement certains membres pendant leur sommeil, menace verbalement…
La bande discute de la manière de régler ce problème. Sonny souhaite le tuer avec une arme à feu, tous ne sont pas d'accord. Puis Herbie découvre John assassiné, l'inscription « one down » (un de moins) est taggée sur le mur. La bande panique.
Le lendemain matin, ils se rendent à la ferme isolée où réside Richard. Big Al s'approche de la bâtisse, et attire 
Richard à l'extérieur, pendant que Sonny vise avec une arme. Le coup est tiré, mais c'est Big Al qui est touché à la tête. Ils paniquent, et s'enfuient en voiture. La voiture tombe en panne plus loin, et ils sont obligés de rentrer à pied. Tuff panique et part de son côté.
Arrivé dans la maison de Sonny, ils se mettent à fouiller la maison. Richard, également présent, verse furtivement une grande quantité de drogue — précédemment volée — dans la théière, et disparait. Sonny, Herbie et Soz boivent le thé. Lorsqu'ils se retrouvent sous les effets de la drogue, Richard apparait. Il tue Sonny d'une balle dans la tête, et Soz d'un violent coup au visage. Pendant que les effets s'estompent chez Herbie, Richard l'interroge pour savoir qui est la dernière personne qui a participé au bad trip fatal de son frère. Pour le pousser à parler, il lui fait ouvrir une valise où se trouve le cadavre recroquevillé de Tuff. Il lui promet également de l'épargner. Une fois qu'Herbie lui donne l'information, il le tue d'un coup de couteau.
Mark, la dernière personne, ne semble plus faire partie de la bande : il vit avec sa femme et ses enfants, et n'a pas été mis au courant par les autres de la vengeance de Richard. Richard repère les enfants de Mark, et leur donne un couteau et le masque à gaz. Les enfants reviennent dans leur maison. Voyant cela, Mark décide d'emmener ses enfants en voiture pour tenter d'identifier la personne qui leur a remis les deux objets. Richard profite de cette absence pour rencontrer la femme restée à la maison. Il se présente comme un vieil ami de Mark, en précisant être le frère d'Anthony.
Mark, revenu chez lui, apprend que Richard est passé. Il raconte alors a sa femme l'histoire qui le lie à Anthony. Un peu avant l'aube, Richard pénètre chez Mark, et le menace d'un couteau. Ils vont ensemble sur le lieu où Anthony s'est suicidé. Richard est surpris de voir que Mark ne correspond pas à l'idée de monstre qu'il s'était faite de lui. Puis il se rend compte qu'il ne peut pas le tuer. Il explique à Mark qu'il est devenu à son tour un monstre, lui donne le couteau, et ordonne de le tuer. D'abord réticent, Mark finit par donner un coup de couteau à Richard. Puis il part, laissant Richard dans une mare de sang.

## Fiche technique
- Titre original : Dead Man's Shoes
- Titre français : Vengeance à l'Irlandaise
- Réalisation : Shane Meadows
- Scénario : Shane Meadows, Paddy Considine et Paul Fraser
- Production : Steve Beckett, Peter Carlton, Will Clarke, Mark Herbert, Louise Meadows et Tessa Ross
- Sociétés de production : Warp Films et Big Arty Productions
- Société de distribution : Optimum Releasing
- Musique : Aphex Twin
- Directeur de la photographie : Danny Cohen
- Directeur artistique : Adam Tomlinson
- Montage : Celia Haining, Lucas Roche et Chris Wyatt
- Pays d'origine : Royaume-Uni
- Langue originale : anglais
- Format : couleur[2] - 1,85:1 - son Dolby Digital - 35 mm[3]
- Genre : thriller, drame
- Durée : 90 minutes[4]
- Budget : 723 000 £
- Dates de sortie : 
  -  Canada : 14 septembre 2004 (Festival de Toronto)
  -  Royaume-Uni : 1er octobre 2004
  -  France : 8 octobre 2004 (Festival du film britannique de Dinard)
- Lieux de tournage : Matlock (Derbyshire)[5]

## Distribution
- Paddy Considine (VF : Thibault de Montalembert) : Richard
- Gary Stretch (VF : Boris Rehlinger) : Sonny
- Toby Kebbell (VF : Tony Marot) : Anthony
- Jo Hartley (VF : Natacha Muller) : Jo
- Seamus O'Neill : Big Al
- Stuart Wolfenden (VF : Damien Boisseau) : Herbie
- Paul Sadot (VF : Gérard Darier) : Tuff
- Paul Hurstfield (VF : William Coryn) : Mark
- Emily Aston : Patti
- George Newton : Gypsy John
- Neil Bell : Soz
- Craig Considine : Craig
- Matt Considine : Matt
- Andrew Shim : Elvis

## Autour du film
Pour les besoins du tournage de Dead Man's Shoes, Paddy Considine (scénariste) et Shane Meadows (réalisateur et scénariste) ont fait appel à un membre de leur famille respective : le premier a demandé à Matt Considine, et le second a fait appel à Arthur Meadows, leur conjoint.
Un message marque la fin du générique : « in memory of Martin Joseph Considine », que l'on peut traduire par « en mémoire de Martin Joseph Considine ». C'est le père de Paddy Considine. En effet, juste avant de mourir, ce dernier a déclaré vouloir que son fils collabore une nouvelle fois avec Shane Meadows.

### Réception publique
En trois semaines, aux États-Unis, alors qu'il n'est sorti que dans deux salles, le film a amassé 6 408 $, dont 1 825 $ lors de la semaine d'ouverture. Ce qui représente 3,2 % de ses recettes mondiales : 198 081 $. Le film a par ailleurs amassé 186 304 $ au Royaume-Uni et 5 369 $ en Australie. Dead Man's Shoes est ainsi classé 363e film de l'année 2006.
Voici un tableau récapitulatif de son box-office.
| Pays ou région | Box-office | Date d'arrêt du box-office | Nombre de semaines |
| -------------- | ---------- | -------------------------- | ------------------ |
| États-Unis     | 6 408 $    | 1er juin 2006              | 3                  |
| Royaume-Uni    | 186 304 $  | 11 février 2006            | -                  |
| Australie      | 5 369 $    | 10 octobre 2004            | -                  |
| Mondial        | 198 081 $  | 1er juin 2006              | -                  |

### Réception critique
Le film est classé 180e film de l'année dans le magazine Empire, dans son « 201 Greatest Movies Of All Time » publié dans le numéro de mars 2006. Par ailleurs, il apparaît dans la liste des cinq cents plus grands films de tous les temps publiée en 2008 par ce même magazine, où il occupe le 462e rang.

### Bande originale
Albums de Aphex Twin
Drukqs Chosen Lords
Distribuée le 4 octobre 2004, sous le label Warp Records, la bande originale (ASIN B00030EQY8) a été composée par Aphex Twin. Néanmoins, elle contient également des musiques additionnelles d'interprètes et compositeurs variés. Voici la liste des pistes de l'album.
1. Vessel in Vain (de Bill Callahan)
2. Pluie sans Nuages (de ABBC)
3. Knuckle Sandwich 2* (de Danger Mouse)
4. The Only One* (de Danger Mouse)
5. Untitled II (de J. Convertino)
6. Untitled III (de J. Convertino)
7. Monkey Hair Hide* (de Nick Hemming)
8. Hip Hop Ghost* (de DJ Armchair)
9. Steel 2 (de Richard Hawley)
10. Sunny Days* (de Poition Normal)
11. Ritual Road Map (de J. Burns et J. Convertino)
12. Statued (de Adem)
13. Afterlight (de Clayhill)
14. Forgotten Thoughts (de Laurent Garnier)
15. Dangerous Drive* (de Laurent Garnier)
16. Morning Wonder (de The Earlies)
17. Crooked Road and The Briar (de J. Burns et J. Convertino)
18. A King at Night* (de Bonnie Billy)
19. De Profundis* (de Arvo Pärt)
20. Let My Prayer Arise* (de Dmitry Bortniansky)
21. Nanou 2 (de Richard D. James)
22. Dead Man (de M. Ward)
23. Chinese Water Python* (de Robyn Hitchcock)

* : Pistes entendues durant le film mais absentes de la bande originale

## Distinctions

### Récompenses
- 2004 : Golden Hitchcock au Festival du film britannique de Dinard
- 2005 : prix de la meilleure réalisation au Directors Guild of Great Britain
- 2005 : Empire Award du meilleur acteur dans un film britannique
- 2005 : Evening Standard British Film Awards du meilleur acteur

### Nominations
- 2004 : nommé au British Independent Film Awards de la meilleure production, du meilleur acteur, du meilleur film indépendant britannique, du meilleur réalisateur, du meilleur scénario, du meilleur acteur dans un second rôle, du meilleur espoir et du meilleur montage
- 2005 : nommé au British Academy Film Award du meilleur film
- 2005 : nommé à l'Empire Award du meilleur réalisateur et du meilleur film
- 2005 : nommé prix du Cercle des critiques de film de Londres du meilleur acteur et du meilleur réalisateur